# Coturnix delegorguei
La codorniz arlequín (Coturnix delegorguei), es una especie de ave galliforme de la familia Phasianidae.
Está ampliamente distribuida en el sur de África, desde Costa de Marfil a Etiopía en el norte, hasta Sudáfrica y Madagascar en el sur, algunos especímenes también viven en la península arábiga. 

## Taxonomía

### Subespecies
Se reconocen tres subespecies:
- C. d. arabica, Bannerman, 1929 - Yemen
- C. d. delegorguei, Delegorgue, 1847 - África continental, de Costa de Marfil y Etiopía a Sudáfrica y Madagascar.
- C. d. histrionica, Hartlaub, 1849 - Santo Tomé